# Cantó de Mogins
El cantó de Mogins és un cantó francès del departament dels Alps Marítims, situat al districte de Grassa. Té 4 municipis i el cap és Mogins.

## Municipis
- Lo Canet
- Moans-Sartós
- Mogins
- La Roqueta de Sianha

## Història
| Data d'elecció                           | Identitat            | Partit           | Qualitat |
| ---------------------------------------- | -------------------- | ---------------- | -------- |
| 1982-2001                                | Roger Duhalde        | RPR              |          |
| 2001-2008                                | Claudine Laurière    | RPR, després UMP |          |
| 2008-                                    | Marie-Louise Gourdon | Divers gauche    |          |
| les dades anteriors no són pas conegudes |                      |                  |          |
|                                          |                      |                  |          |

| 1962 | 1968 | 1975 | 1982 | 1990 | 1999   | 2006   |
| ---- | ---- | ---- | ---- | ---- | ------ | ------ |
| -    | -    | -    | -    | -    | 42.178 | 47.692 |